# Geesinkorchis quadricarinata
Geesinkorchis quadricarinata är en orkidéart som beskrevs av Shih C.Hsu, Gravend. och De Vogel. Geesinkorchis quadricarinata ingår i släktet Geesinkorchis och familjen orkidéer. Inga underarter finns listade i Catalogue of Life.